# God of War Ragnarök
God of War Ragnarök je akciona - avanturistička video igra koju je razvio Santa Monica Studio i objavio Sony Intreractive Entertainment. Objavljena je u celom svetu 9. novembra 2022. godine, za PlayStation 4 i PlayStation 5, i označena je prvom igricom God of War franšize u procesu prelaza generacija. To je deveta instalacija u serjialu, hronološki gledano, i nastavak za God of War iz 2018. godine. Ne tako čvrsto bazirana na nordijskoj mitologiji, radnja igre je smeštena u antičkoj Skandinaviji i glavni protagonista je Kratos i njegov sin tinejdžer Atreus. Završavajući nordijski deo priče, ova igra uključuje Ragnarok, jedan od najbitnijih događaja ispevanim u mitologiji Skandinavije i ujedno centar nordijske mitologije, koji je spomenut u prethodniku ove video igre nakon što je Kratos ubio Esira Baldura.
Gejmplej je sličan prethodnom nastavku iz 2018-te. Uključuje borbu baziranu na kombo-ima, kao i zagonetke i role-play elemente. Gejmplej je poboljšan u poređenju sa prethodnom igrom: Kratos pored svog glavnog oružja, magične bojne sekire i dvostrukih sečiva sa lancima, takođe dobija magično koplje i njegov štit je unapređen, sa drugim, različitim štitovima koji daju razne ofanzivne ili defanzivne mogućnosti. Njegov sin Atreus, kao i drugi likovi, asistiraju u borbi i mogu biti pasivno kontrolisani. Potpuna novina u ovom delu franšize je to da postoje misije u vezi sa glavnom pričom gde korisnik preuzima potpunu kontrolu nad Atreusom; tehnika igre veoma slična Kratosovoj, ali glavno oružje je Atreusov mačini luk i strele. Takođe su dodate razne vrste novih neprijatelja i mini-boss-ova. Originalno predviđeno da izađe na gejming platforme 2021. godine, izlazak je odložen delom zbog zdravstvenih problema glumca koji daje glas Kratosu, Kristofer Džadž, u avgustu 2019-te, i kasnije delom zbog uticaja KOVID-19 pandemije na proces kreiranja. 
God of War Ragnarök je pridobio opšte priznanje kritičara i pohvaljen je za svoje pripovedanje, likove, vizualne efekte, nivo dizajna, i generalna poboljšanja gejmpleja u odnosu na svog prethodnika. Osvojio je nagradu Igrica godine na Titanium Awards-u i bio je nominovan za istu nagradu na The Game Awards 2022, gde je osvojio nagradu za najbolju priču, najbolju akcijsku avanturu i inovaciju u pristupačnosti, pored drugih nagrada i nominacija. Ova video igra je doživela komercionalni uspeh, prodavši 5.1 miliona primeraka prve nedelje, i time postaje najbrže prodavana igra igranja uloga u istoriji PlayStation-a. U decembru 2022, igrana telivizijska adaptacija God of War-a iz 2018-te i Ragnaröka je u planu za Amazon Prime Video, producirana od strane Sony Pictures Television i Amazon Studios u suradnji sa PlayStation Production-om. 

## Gejmplej
God of War Ragnarök je akciono - avanturistička video igra igrana iz pogleda trećeg lica. Karakteriše je slobodna kamera iz ugla preko ramena glavnog lika, dok ujedno kinematografski, video igra je predstavljena u jednom kadru, bez menjanja scena, gašenja kamere, i bez ekrana učitavanja. Tehnika igre je slična prethodnom nastavku, God of War (2018), i kao taj nastavak, ovo je igra za samo jednog igrača. Tokom igre, igrači se sukobljavaju sa preprekama iz nordijske mitologije, sa mnogo više njih nego u prethodnom delu. U adiciji neprijateljima iz prošlom delu, nove prepreke predstavljuju stvorenja kao što su einheriar, wyverni, stalkeri (stvorenja poput kentaura sa jelenovim rogovima), fantomi, ljudi divljaci, i nokeni, kao i mnogi drugi. Programeri su dodali više mini-boss-ova da bi igri dali raznovrsnost.
Igrač u osnovi kontroliše lika po imenu Kratos u borbi zasnovanu na kombo-ima i zagonetnim elementima. Kratosovo glavno oružje su magična bojna sekira po imenu Leviathan Axe, i njegova karakteristična dvostruka sečiva sa lancima, the Blades of Chaos. On poseduje i štit, čija se originalna verzija naziva Guardian Sheild. Kratos se takođe koristi kombinacijom poteza bez oružja. Leviathan Axe je sačinjena od ledene elementalne magije. Može biti bačena na neprijatelje u kojem se slučaju vraća u Kratosovu ruku, poput Torovog čekića Mjolnira. Sekirom se mogu gađati objekti u okolini koje izazivaju eksploziju, i gađanjem se mogu zalediti u mestu objekti, ili pojedini neprijatelji, zarad rešavanja zagonetki. The Blades of Chaos, sačinjene od vatrene elementalne magije, je par sečiva povezana za Kratosove ruke lancima koje omogućavaju da se mogu zamahnuti u raznovrsnim varijantama. Nova mehanika Ragnaröka je ta da se sečiva mogu iskorititi kao kuka za hvatanje preko provalija, i takođe privući ili pokupiti objekti koji se mogu iskoristiti kao projektil protiv neprijatelja. Kratos takođe dobija novo oružje koje se naziva Draupnir Spear, koje se pogodno za blisku i dalekometnu borbu i koje je sačinjeno od vetrovite elementalne magije i može praviti kopije sebe; Kratos može baciti više kopalja u neprijatelja, i izazvati da eksplodiraju simultano. Koplje se koristi da se pređu prepreke ili otključaju određeni putevi. Svako oružje ima standardne lake i teške napade. Može biti unapređeno runama da bi se otključali magični, runični napadi, džepovima za lake i teške napade, omugućivši igračima raznolike opcije za njihov stil igranja. Dugme sa trouglastim znakom na džoistiku je promenjeno zarad Ragnaröka. U prethodnim igrama dugme se koristilo za povratak Kratosove sekire u njegovu ruku, ali u slučaju da sekira nije bačena, ništa se ne bi desilo. Sada, dugme se koristi i da bi dozvolilo igraču da upotrebi karakteristični potez izabranog oružja, da iskoristi moćan magijski napad. Ukoliko je igrač na višoj platformi, može iskoristiti ovu opciju da izvedu moćan napad oružjem na neprijatelje ispod.
U prethodnoj igri, štit se koristio za blokiranje i za manje napade pariranjem, i dok se može nabaviti više štitova, oni su bili samo izgleda radi, npr. menjanje boje Guardian Sheild-a. Za Ragnarök, štit je promenjen za raznolikost; drugačiji štitovi se mogu izabrati i koristiti ofanzivno ili defanzivno u zavisnosti koji je izabran. Manji štitovi služe više za pariranje dok su veći više za defanzivu. Na primer, the Dauntless Sheild ima napad pariranjem ako se upotrebi pravilno, ako Kratos udari štitom neprijatelja koji baca i omamljuje protivnike. Radi poređenja, blokiranje pomoću Stonewall Sheild-a povećava kinetičku energiju i kada je u potpunosti napunjena, igrač može udariti štitom tlo, izazivajući ogroman talas energije koji udari unazad protivnike. Kada se ne koristi, štit se savije i izgleda kao deo oklopa na Kratosovoj levoj ruci. Kratosov Spartan Rage je takođe unapređen u tri varijante: Fury, Valor i Wrath. Fury je standardni oblik Spartan Rage-a i identičan je prethonoj igri gde Kratos koristi napade pesnicama i nanosi veliku štetu protivnicima. Valor koristi energiju besa da isceli i može isto biti korišćen kao pariranje ako je aktiviran u pravo vreme, dok Wrath oslobađa moćne napade oružjem u zavisnosti koje je oružje je u pitanju.
Kao i u prethodnoj igri, dok igrač igra kao Kratos, njegov sin Atreus pruža pomoć preko veštačke inteligencije u borbi, prevazilaženju prepreka, istraživanju i rešavanju zagonetki. Igrač može pasivno da kontroliše Atreusa time što upućuje gde da nišani svojim strelama, u borbi i u rešavanju rebusa, kao i koje spektralne životinje može prizvati da pomognu u bici. Ono što je novo je to da je Atreusov način borbe unapređen da odražava njegov rast, razvoj i zrelost. U prethodnoj igri, on je gledao Kratosa i učio kako da se bori, dok u ovoj igri je već sazreo. Njegovi vezani kombo-i imaju duži vek trajanja, može započeti bitku pre Kratosa, i njegove magične sposonosti su se dodatno razvile. Takođe postoje scene u igri gde određeni likovi menjaju Atreusa u njegovoj poziciji pomoćnika Kratosu i koji se isto mogu pasivno kontrolisati. Po prvi put u celom serijalu igrač može u potpunosti igrati iz ugla drugog lika, ne samo Kratosa. Ovo postaje opcija u samo nekim misijama priče kada Atreus ode od Kratosa gde igrač da bi pratio priču mora igrati kao Atreus. Njegov gejmplej je sličan Kratosovom u tome da poseduje način borbe iz blizine udarajući neprijatelje svojim lukom, i takođe ima način borbe iz daljine kada koristi luk i strelu da pogodi neprijatelja. Pored toga, ima magične strele koje mogu stvoriti magični štit i mogu prizvati magične životinje u pomoć prilikom borbe. Atreus dobija novi spektar borbe u vidu besa kada se pretvori u vuka (kasnije i u medveda) da umnogo našteti protivnicima. Tokom ovih misija, tipično je za Atreusa da ima svog pomoćnika i igrač ga može pasivno kontrolisati kao što je kontrolisan Atreus na Kratosovoj strani. Za neke misije, Arteus ima magični lebdeći mač po imenu Ingrid koji menja lika u poziciji njegovog saborca. 
Video igra zadržava RPG elemente (igre igranja uloga) iz prethodnog nastavka (2018). Ovo uključuje sistem izgradnje sa mnogim istim resursima za izgradnju novog oklopa i unapređenje već postojećeg oklopa i oružja sa boljim osobinama. Postoje takođe mnogi zadaci sa strane koji se mogu pronaći van puta glavne priče. Ragnarök dodaje transmogrifikaciju oklopa, što omogućava igraču da menja izgled opremljenog oklopa u bilo koji stečeni oklop bez gubitka bilo koje statistike opremljenog oklopa. Međutim, da bi se transmogirao, opremljeni komad oklopa mora biti u potpunosti nadograđen.
Ragnarök poseduje preko 70 opcija pristupačnosti. Sistem korisničkog interfejsa je redizajniran ,,kako bi omogućio veću fleksibilnost i čitljivost”, i dodato je više opcija prilagođavanja za sisteme borbe i interakcije. Sve funkcije pristupačnosti iz izdanja iz 2018-te su zadržane, ali i proširene kako bi se omogućilo igračima da prilagode igru da odgovara njihovom ličnom stilu igre i potrebama.

## Recenzije
God of War Ragnarök na PS5 je dobio ,,univerzalno priznanje” , prema agregatnim recenzijama Metacritic, sa ocenom 94/100. Ovo ga povezuje i sa originalnim izdanjem iz 2005. i iz 2018. za najviši Metacritic rezultat u serijalu. Igra je pohvaljena za priču, likove, vizuelne efekte, nivo dizajna, i sveukupna poboljšanja igranja u odnosu na svoje prethodnike. Većina recenzanata se slaže da je u skoro svakom aspektu bio odličan u odnosu na nastavak iz 2018. i da je bio prikladan kraj nordijske ere ove franšize. Video igra je, međutim, bila podložna manjim kritikama, poput preteranih pomoći za rešavanje zagonetki.

### Prodaja
PlayStation 5 verzija ove igre je treća najprodavanija maloprodajna igra tokom prve nedelje objavljivanja u Japanu, sa 29,377 fizičkih primeraka prodatih. Verzija za PlayStation 4 bila je šesta najprodavanija maloprodajna igra u zemlji tokom iste nedelje, prodavši 11,260 fizičkih primeraka. U Ujedinjenom Kraljevstvu, iako tačni brojevi prodaje nisu otkriveni, objavljeno je da je Ragnarok prodao više fizičkih kopija prvog dana nego bilo koji drugi God of War naslov u svojoj prvoj sedmici, sa 82% ukupno prodatih za PS5 i 18% za PS4. Od  prodaje za PS5, 12% je došlo iz PS5 paketa. Pored toga, prodao je 51% više u prvoj nedelji nego što je prošli nastavak. Ovo je učinilo Ragnarök najvećim lansiranjem od celog serijala u Velikoj Britaniji, što je uglavnom bilo zbog toga što je to bilo prvo izdanje za više generacija PlayStation u franšizi. Što se tiče fizičkih kopija, to je bilo drugo najveće lansiranje godine u zemlji, iza FIFA 23, i imalo je veće lansiranje od Call of Duty: Modern Wellfare II, Elder Ring, i Pokémon Legends: Arceus. Ragnarök je postao najbrže prodavana igrica igranja uloga u istoriji PlayStation-a, prodavši 5,1 milion jedinica prve nedelje.

### Nagrade
Na Golden Joystick dodeli nagrada 2022, igra je dobila nagradu za najtraženiju igru. Te iste godine, dobila je takođe nagradu za PlayStation.Blog - ovu igru za najveće iščekivanje. Takođe je bila nominovana za najiščekivaniju igru na The Game Awards 2020 i 2021. Različiti mediji su uvrstili nastavak na svoje liste za najiščekivanije igre 2021. godine, pre nego što je igra odložena za sledeću godinu. Bila je nominovana za najbolju igru godine na dodeli nagrada Golden Joystick 2022, i bila proglašena za,, igru godine broj jedan” časopisa Tajm. Ragnarök se kandiduje za 10 nominacija na The Game Awards 2022, što uključuje nominaciju za igru godine i najbolju režiju igre. 

## Spoljašnje veze
- Zvanični sajt